# وولفرين

وولفرين

وولفرين (بالإنجليزية: Wolverine)‏ أحد شخصيات إكس-من، اسمه الحقيقي هو لوغان وعمره أكثر من 130 عامًا.هو بطل خارق خيالي من قصص مارفل المصورة. ظهر لأول مرة وبشكل موجز على الصفحة الأخيرة من العدد رقم 180 من مجلة الرجل الأخضر وتحديدًا في شهر أكتوبر من عام 1974، ثم في العدد التالي نال حقه من التعريف به. تحول عبر الأعداد التالية في حقبة الثمانينات والتسعينات من مجرد بطل عادي إلى بطل غير عادي وإزداد في الشهرة وحب المعجبين له، ليصبح الشخصية في مارفل الأشهر بعد الرجل العنكبوت .
اسمه الحقيقي هو جيمس هولت، لكنه يفضل أن يُدعى لوغان. وولفرين من ضمن المتحورين جينيا (Mutant) ما نتج عنه تمتعه بقدرة هائلة على الشفاء الذاتي، كما يمتلك حواسًا وردود فعل حيوانية، كما له ثلاثة مخالب معدنية في كل يد يتحكم في توقيت خروج هذه المخالب من ظهر يده كيفا أراد ووقتما شاء، كما أن هيكله العظمي بالإضافة للمخالب طبعا يتكون من سبيكة الأدمنتيوم و هو معدن خيالى تم الحصول عليه باستخدام الهندسة العكسية على الدرع الخاص بكابتن أمريكا.

## روابط خارجية
- وولفرين على موقع الموسوعة البريطانية (الإنجليزية)